# Festival de Cannes 1960
Le Festival de Cannes 1960, treizième édition, a lieu du 4 au 20 mai 1960 sous la présidence de Georges Simenon et se déroule au Palais des Festivals dit Palais Croisette, 50 du boulevard de la Croisette.

## Déroulement et faits marquants
Présenté en sélection officielle, L'avventura, de Michelangelo Antonioni est très mal accueilli par le public lors de sa projection. Monica Vitti, actrice principale, sort en larmes de la salle et se fait injurier. Le soir même, lors d'un dîner de gala organisé au Palm beach par la production de L'avventura, un incident éclate entre le chanteur Dario Moreno, qui se produit devant les convives, et l'acteur Alain Cuny, l'un des interprètes principaux de La dolce vita. Alain Cuny, choqué par l'accueil fait à L'avventura, s'indigne que l'on fasse un triomphe au « pitre » Moreno après avoir hué Antonioni, et invective publiquement le chanteur, le comparant au « poisson énorme et visqueux » qui apparaît à la fin de La dolce vita. Dario Moreno répond à Alain Cuny : « monsieur, je regrette beaucoup les paroles que vous venez de prononcer parce que moi je vous admire beaucoup ». Alain Cuny est ensuite exclu du festival par le délégué général Robert Favre Le Bret. La polémique autour de L'avventura, qui reçoit finalement le prix spécial du jury, est citée comme l'un des « scandales » du festival de Cannes,,.

## Jury de la compétition
- Georges Simenon, président
- Simone Renant
- Marc Allégret
- Louis Chauvet
- Diego Fabbri
- Hidemi Ima
- Grigori Kozintsev
- Maurice Leroux
- Max Lippmann (de)
- Henry Miller
- Ulyses Petit de Murat

## Sélection officielle

### Compétition
La sélection officielle en compétition se compose de 29 films :
- L'avventura de Michelangelo Antonioni
- La Ballade du soldat (Ballada o soldatie) de Grigori Tchoukhraï
- La Ville menacée (Cidade Ameaçada) de Roberto Farias
- La Dame au petit chien (Dama s sobachkoy) d'Iossif Kheifitz
- Neuvième Cercle (Deveti krug) de France Štiglic
- Celui par qui le scandale arrive (Home from the Hill) de Vincente Minnelli
- La Chasse (Jakten) d'Erik Løchen
- La Source (Jungfrukällan) d'Ingmar Bergman
- L'Étrange Obsession (Kagi) de Kon Ichikawa
- Quand le diable s'en mêle (Kam čert nemůže) de Zdeněk Podskalský
- L'Amérique insolite de François Reichenbach
- La dolce vita de Federico Fellini
- La Procession (La procesión) de Francis Lauric
- Le Trou de Jacques Becker
- Les Voyous (Los golfos) de Carlos Saura
- Macario de Roberto Gavaldón
- Moderato cantabile de Peter Brook
- Jamais le dimanche (Poté tin Kyriakí) de Jules Dassin
- La Lettre inachevée (Neotpravlennoe pismo) de Mikhaïl Kalatozov
- Les Dents du diable (The Savage Innocents) de Nicholas Ray
- La Première Leçon (Parvi urok) de Rangel Valchanov
- Paw, un garçon entre deux mondes (Paw) d'Astrid Henning-Jensen
- Si le vent te fait peur d'Émile Degelin
- Amants et Fils (Sons and Lovers) de Jack Cardiff
- Sujata de Bimal Roy
- L'Ombre enchanteresse (Ching nu yu hun) de Li Han-hsiang
- Télégrammes (Telegrame) de Gheorghe Naghi et Aurel Miheles
- La Jeune Fille (The Young One) de Luis Buñuel
- De la veine à revendre (Zezowate szczęście) de Andrzej Munk

### Hors compétition
2 films sont présentés hors compétition :
- Ben-Hur de William Wyler
- Orient occident d'Enrico Fulchignoni

## Palmarès
Longs métrages
- Palme d'or (à l'unanimité)[6] : La dolce vita de Federico Fellini
- Prix Spécial du Jury : L'avventura de Michelangelo Antonioni et L'Étrange Obsession (Kagi) de Kon Ichikawa (ex aequo)
- Prix de la meilleure participation : La Ballade du soldat (Ballada o soldatie) de Grigori Tchoukhraï et La Dame au petit chien (Dama s sobachkoy) d'Iossif Kheifitz
- Prix d'interprétation féminine (ex æquo) : Melina Mercouri pour Jamais le dimanche (Poté tin Kyriakí) et Jeanne Moreau pour Moderato cantabile

Courts métrages
- Palme d'or du court métrage : Le Sourire de Serge Bourguignon
- Prix - court métrage : Paris la belle de Pierre Prévert, Une ville nommée Copenhague (A City Called Copenhagen) de Jorgen Roos et Notre univers de Colin Low et Roman Kroitor
- Mention d'honneur - court métrage : Jours de mes années (Dagen mijner jaren) de Max De Haas
- Hommage - court métrage : ...Enfants des courants d'air d'Édouard Luntz, Le Journal d'un certain David de Sylvie Jallaud et Pierre Jallaud, Paris la belle de Pierre Prévert et Le Sourire de Serge Bourguignon